# 1439

## Esdeveniments
Països Catalans
Resta del món
- Lorenzo Valla demostra la falsedat de la Donació de Constantí.

## Naixements
Països Catalans
Resta del món

## Necrològiques
Països Catalans
Resta del món
- 27 de gener - Olesa de Montserrat: Marc de Vilalba, 13è president de la Generalitat de Catalunya.
- 8 d'octubre - Dijon, França: Claus de Werve, escultor holandés (n. cap a 1380).[1]
- Ripoll: Dalmau de Cartellà i Despou, 16è president de la Generalitat de Catalunya.